# I min verden
I min verden er en dansk kortfilm fra 2006 med instruktion og manuskript af Manyar I. Parwani.

## Handling
Filmen handler om Hafi, hvis mor er indlagt med hjerteproblemer. Hafis familie er flygtet fra Afghanistan, og hans far er død. Tanken om nu at skulle miste sin mor står for Hafi som en katastrofe, han ikke kan rumme. En dag slår det klik for ham. Han vil redde moderens liv ved bogstaveligt talt at give hende sit hjerte til en transplantation, og i desperation og hemmelighed planlægger han sit umulige projekt.

## Medvirkende
- Ali Kazim - Hafi
- Hamida Abdullah - Mirian
- Peter Hesse Overgaard - Overlæge Danielsen
- Charlotte Rathnow - Julie
- Aziz Ahnab Onib - Mustafa
- Michael Hasselflug - Otto
- Alexander Elverlund - Pistolsælger
- Henrik Prip - Privatlæge
- Arian Salene - Sabur, 6 år
- Flemming Sloth Nielsen - Betjent
- Jens Lauridsen - Betjent
- Christa Waldorff - Oversygeplejerske
- Signe Spang Colding - Sygeplejerske
- Ninna Stoltze - Sygeplejerske